# Friulano carnico
Il friulano carnico è il gruppo dialettale della lingua friulana diffuso in Carnia.
Si caratterizza per una forte conservatività delle consonanti, mentre per le vocali sono più innovative grazie alla presenza di caratteristici dittonghi primari e secondari che sono assenti nelle varietà di pianura.

## Varianti
Giovanni Frau individua le seguenti varietà di carnico:
- carnico comune o centro-orientale - Parlato nell'Alto Tagliamento da Amaro ad Ampezzo, nella valle del But, in val Chiarsò e nel bacino del Fella (Canal del Ferro e val Canale).
- gortano o carnico nord-occidentale - In uso nel canale di Gorto (esclusa la bassa valle)[senza fonte] e nella parte alta della val Pesarina.
- fornese o carnico sud-occidentale - Limitato ai soli comuni di Forni di Sotto e Forni di Sopra.

Una quarta forma dialettale, il 
- basso gortano, parlato nel basso Canale di Gorto, nella bassa Val Pesarina e in comune di Ravascletto, è identificata da studi più recenti.[senza fonte]